# Hárspatak (Ukrajna)
Hárspatak (ukránul: Липовець [Lipovec]) falu Ukrajnában, Kárpátalján, a Huszti járásban. Huszt községhez tartozó település.

## Fekvése
Huszttól északra fekvő település.

## Nevének eredete
A Lipovec helységnév víznévi eredetű (1864: Lipovetz patak (Pesty Frigyes 1864.). A pataknév a ruszin-ukrán липа ’hárs’ fanév szlovák - ovec helynévképzős származéka, jelentése ’hársas patak’. A magyar Hárs-Lipcsehárs, illetve Hárspatak névalakok a szláv név fordításával jöttek létre. 1904-től a Hárspatak vált hivatalossá.

## Története
Nevét 1898-ban Lipovecz (hnt.) említették. Későbbi névváltozatai: 1907-ben Hárspatak, 1911-ben Hárs (Lipovecz), 1918-ban Hárspatak, 1944-ben Lipcsehárs, Липча-Липовець, 1983-ban Липовець, Липовец.
Hárspatak, Lipovecz Lipcse külterületi része volt. 2020-ig közigazgatásilag is hozzá tartozott.